# Gijs Ronnes
Gijs Ronnes (* 10. Juni 1977 in Boxmeer) ist ein ehemaliger niederländischer Beachvolleyballspieler.

## Karriere
Gijs Ronnes spielte 2001 seine ersten internationalen Turniere mit Max Backer. Bei der Europameisterschaft 2002 in Basel erreichten Bracker/Ronnes Platz neun. 2003 bildete Ronnes ein neues Duo mit Jochem de Gruijter. Bei der Europameisterschaft 2004 in Timmendorfer Strand belegten die beiden Niederländer den 19. Platz. Die Weltmeisterschaft 2005 in Berlin beendeten sie nach Niederlagen gegen die Norweger Horrem/Pettersen und die Brasilianer Márcio Araújo/Fábio Luiz auf Rang 25. Ihr größter Erfolg gelang de Gruijter/Ronnes bei der Europameisterschaft 2006 im heimischen Den Haag, als sie erst im Finale gegen die Deutschen Julius Brink und Christoph Dieckmann unterlagen. Bei der WM 2007 in Gstaad schieden sie als Gruppendritter nach der Vorrunde aus. Ein Jahr später beendete Gijs Ronnes seine internationale Karriere.

## Privates
Gijs Ronnes jüngerer Bruder Bram spielte ebenfalls Beachvolleyball.